# Championnat d'Europe féminin de volley-ball 2003
Navigation
Bulgarie 2001 Croatie 2005
Le 23e championnat d'Europe féminin de volley-ball a eu lieu à Ankara, en Turquie, du 20 au 28 septembre 2003.

## Équipes présentes
| - Turquie (Organisateur) - Russie (Vainqueur du Championnat d'Europe 2001) - Italie (2e au Championnat d'Europe 2001) - Bulgarie (3e au Championnat d'Europe 2001) - Ukraine (1er Poule 1 TQCE) - Serbie-et-Monténégro (1er Poule 2 TQCE) | - Pologne (1er Poule 3 TQCE) - Roumanie (2e Poule 1 TQCE) - Pays-Bas (2e Poule 2 TQCE) - Allemagne (2e Poule 3 TQCE) - Tchéquie (3e Poule 1 TQCE) - Slovaquie (3e Poule 3 TQCE) |

## Tour préliminaire
Composition des groupes
| Poule A                                                                        | Poule B                                                         |
| ------------------------------------------------------------------------------ | --------------------------------------------------------------- |
| Site : Ankara Allemagne Roumanie Russie Serbie-et-Monténégro Slovaquie Turquie | Site : Ankara Bulgarie Italie Pays-Bas Pologne Tchéquie Ukraine |

## Premier tour

### Poule A
| No | Équipe               | Points | Matches | Matches | Matches | Sets | Sets   | Sets  | Points | Points | Points |
| No | Équipe               | Points | joués   | gagnés  | perdus  | pour | contre | Ratio | pour   | contre | Ratio  |
| -- | -------------------- | ------ | ------- | ------- | ------- | ---- | ------ | ----- | ------ | ------ | ------ |
| 1  | Allemagne            | 10     | 5       | 5       | 0       | 15   | 2      | 7,500 | 401    | 328    | 1,223  |
| 2  | Turquie              | 9      | 5       | 4       | 1       | 14   | 3      | 4,667 | 393    | 342    | 1,149  |
| 3  | Russie               | 8      | 5       | 3       | 2       | 9    | 7      | 1,286 | 378    | 342    | 1,105  |
| 4  | Roumanie             | 7      | 5       | 2       | 3       | 6    | 12     | 0,500 | 393    | 391    | 1,005  |
| 5  | Serbie-et-Monténégro | 6      | 5       | 1       | 4       | 5    | 12     | 0,417 | 354    | 404    | 0,876  |
| 6  | Slovaquie            | 5      | 5       | 0       | 5       | 2    | 15     | 0,133 | 310    | 422    | 0,735  |

### Poule B
| No  | Équipe   | Points | Matches | Matches | Matches | Sets | Sets   | Sets  | Points | Points | Points |
| No  | Équipe   | Points | joués   | gagnés  | perdus  | pour | contre | Ratio | pour   | contre | Ratio  |
| --- | -------- | ------ | ------- | ------- | ------- | ---- | ------ | ----- | ------ | ------ | ------ |
| 1   | Pays-Bas | 9      | 5       | 4       | 1       | 14   | 6      | 2,333 | 456    | 411    | 1,109  |
| 2   | Pologne  | 9      | 5       | 4       | 1       | 13   | 9      | 1,444 | 512    | 469    | 1,092  |
| 3   | Italie   | 8      | 5       | 3       | 2       | 11   | 7      | 1,571 | 409    | 383    | 1,068  |
| 4   | Bulgarie | 7      | 5       | 2       | 3       | 10   | 11     | 0,909 | 456    | 456    | 1,000  |
| 5   | Ukraine  | 7      | 5       | 2       | 3       | 7    | 12     | 0,583 | 405    | 426    | 0,951  |
| 6\| | Tchéquie | 5      | 5       | 0       | 5       | 5    | 15     | 0,333 | 367    | 460    | 0,798  |

## Demi-finales

### Demi-finales 5-8
| 27 septembre | Russie | 3 | - | 2 | Bulgarie | (25-21 28-30 25-15 26-28 15-11) |
| 27 septembre | Italie | 3 | - | 1 | Roumanie | (21-25 25-15 28-26 25-21)       |

### Demi-finales 1-4
| 27 septembre | Pologne | 3 | - | 2 | Allemagne | (25-23 20-25 22-25 25-22 15-9) |
| 27 septembre | Turquie | 3 | - | 0 | Pays-Bas  | (25-17 25-22 25-22)            |

## Finales

### Places 7-8
| 28 septembre | Bulgarie | 3 | - | 1 | Roumanie | (25-21 20-25 25-20 25-22) |

### Places 5-6
| 28 septembre | Russie | 3 | - | 0 | Italie | (25-16 25-14 25-20) |

### Places 3-4
| 28 septembre | Allemagne | 3 | - | 2 | Pays-Bas | (25-20 25-15 24-26 23-25 18-16) |

### Places 1-2
| 28 septembre | Pologne | 3 | - | 0 | Turquie | (25-17 25-14 25-17) |

## Classement final
| Classement         | Pays                 |
| ------------------ | -------------------- |
| Médaille d'or      | Pologne              |
| Médaille d'argent  | Turquie              |
| Médaille de bronze | Allemagne            |
| 4e                 | Pays-Bas             |
| 5e                 | Russie               |
| 6e                 | Bulgarie             |
| 7e                 | Italie               |
| 8e                 | Roumanie             |
| 9e                 | Ukraine              |
| 10e                | Serbie-et-Monténégro |
| 11e                | Tchéquie             |
| 12e                | Slovaquie            |

## Distinctions individuelles
- Meilleure marqueuse:  Małgorzata Glinka
- Meilleure attaquante:  Elizaveta Tichtchenko
- Meilleure contreuse:  Kathy Radzuweit
- Meilleure réceptionneuse:  Nicoleta Tolisteanu
- Meilleure passeuse: Magdalena Śliwa
- Meilleure défenseur:  Gülden Kayalar
- Meilleure serveuse:  Elles Leferink